# Jan Kielman i Syn

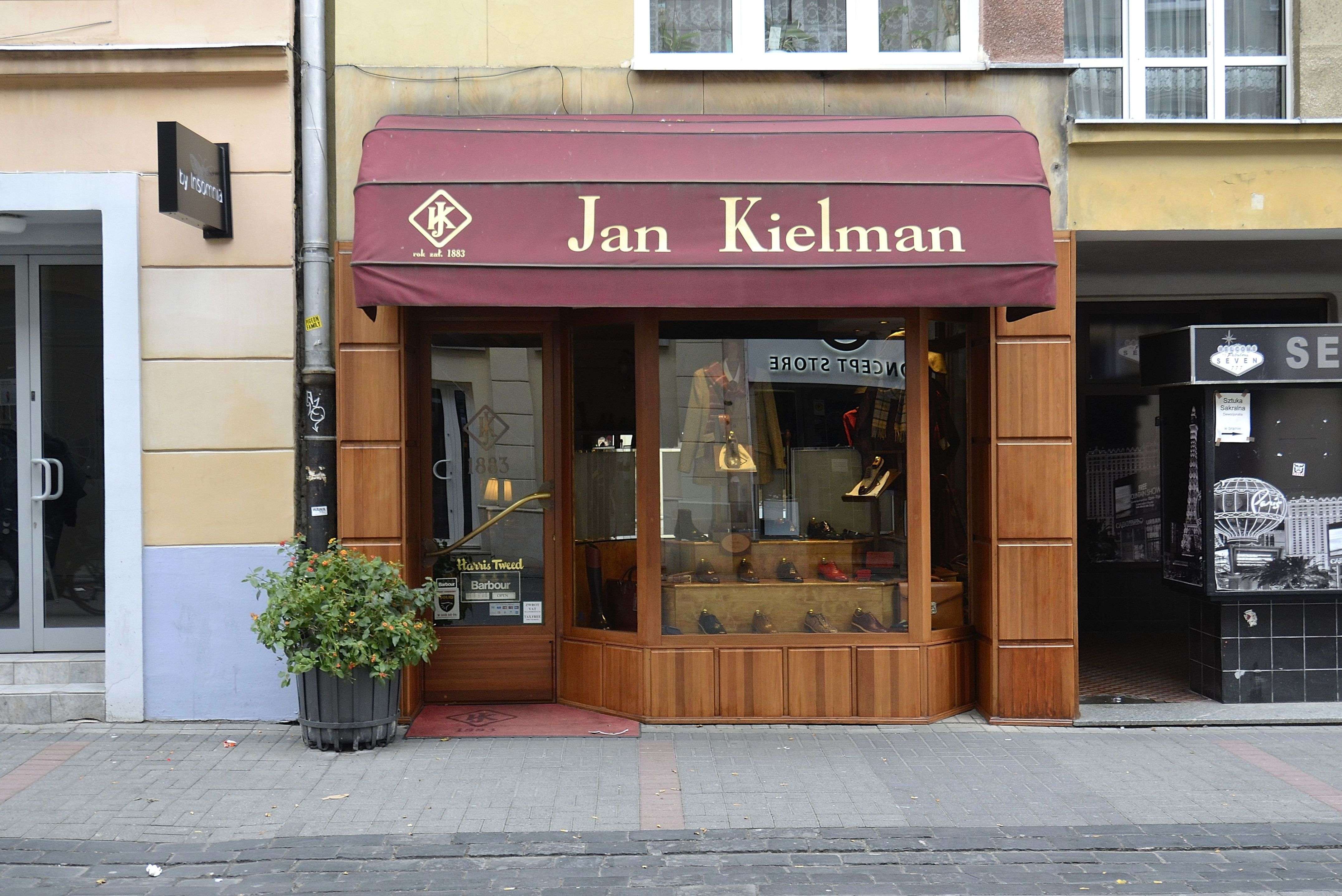
Siedziba zakładu przy ul. Chmielnej 6 w Warszawie

Pracownia Obuwnicza Jan Kielman i Syn – zakład szewski znajdujący się przy ul. Chmielnej 6 w Warszawie. Jedno z najstarszych, działających bez przerwy do dzisiaj przedsiębiorstw warszawskich.

## Opis
Zakład został utworzony w 1883 roku przez Jana Kielmana przy ulicy Chmielnej. W 1927 roku do ojca Jana dołączył syn Wacław. 
Buty u Kielmana zamawiali m.in. Mieczysława Ćwiklińska, Adolf Dymsza, Jan Kiepura i Charles de Gaulle. 
Po wojnie przedsiębiorstwo wznowiło działalność, jednak  na mniejszą skalę. Od 1982 roku było prowadzone przez Jana Kielmana juniora – wnuka założyciela (od 1993 wspólnie z synem Maciejem). W październiku 2008 roku, w związku ze śmiercią Jana Kielmana jr., zarządzanie nim przejął Maciej Kielman. 
Przedsiębiorstwo jest uważane za najstarszy działający i najbardziej prestiżowy zakład szewski w Polsce. Przez angielski almanach Europe's Elite 1000 firma została zaliczona do 1000 najbardziej ekskluzywnych i elitarnych marek w Europie. 